# Maria Withoos
Maria Withoos (Amersfoort, 8 de maig de 1663 - després de 1699) va ser una pintora neerlandesa de l'Edat d'Or neerlandesa.

## Biografia
Era la sisena filla dels vuit de Matthias Withoos i Wendelina van Hoorn. Quan el 1672 els francesos amenaçaven en apoderar-se de la ciutat d'Amersfoort, Matthias Withoos es va traslladar amb la seva família a Hoorn, lloc de naixement de l'esposa Wendelina.
Maria es va casar primer amb Johannes Brickely i després de la seva mort amb Dirck Knijp. Del primer matrimoni va néixer el seu fill Johannes (1696), i del segon el seu fill Maties (1699). El 6 de juny de 1694 Maria amb la seva germana d'Alida es van presentar a un notari públic d'Amsterdam per motiu d'herència.
Encara que pertanyia a una família rica, va ser ensenyada pel seu pare a la pintura, més coneguda com ara la «germana de» Alida, Pieter, Johannes i Frans. Ella, sobretot va pintar natures mortes i paisatges. Al segle xviii a un catàleg d'una subhasta va ser nomenada com a autora «de dues peces que representen punts de vista dels parcs amb gerros antics, fruites i flors pintades amb gust i colors brillants» i en un catàleg del segle xix va ser esmentada en una subhasta una «Natura morta floral realitzada per la seva pròpia mà». Avui dia no es coneixen gaires obres de Maria Withoos. En una tesi doctoral de 1990 M.Schepper va descriure vuit de les seves pintures, de les quals solament una està signada, la que representa un gerro amb flors, present en una col·lecció privada anglesa (1928).
Ja que Maria tenia les mateixes inicials del seu pare, és possible que entre les pintures que se l'atribueixen, són algunes les seves obres.